# Publi Aufidi Bas
Publi Aufidi Bas (en llatí: Publius Aufidius Bassus) va ser un historiador romà que va viure en temps d'August i Tiberi. Formava part de la gens Aufídia, una gens romana d'origen plebeu.
Va escriure un relat sobre les guerres romanes a Germània, titulada Bellum Germanicum i lloat per Quintilià, i una obra sobre història romana de caràcter més general que va ser continuada en 31 llibres per Plini el Vell, cap de les quals s'ha conservat. El praenomen d'Aufidi Bas és incert; hom ha proposat Titus i Priscus, però Publius sembla més probable.